# منطقه اکومارکا
منطقه اکومارکا (به اسپانیایی: Accomarca District) یک سکونتگاه مسکونی در پرو است که در منطقه آیاکوچو واقع شده‌است.

## خصوصیات
منطقه اکومارکا ۸۲٫۴۳ کیلومترمربع مساحت و ۱٬۸۳۶ نفر جمعیت دارد و ۳٬۳۵۱ متر بالاتر از سطح دریا واقع شده‌است.